# Lamontichthys
Lamontichthys är ett släkte av fiskar. Lamontichthys ingår i familjen Loricariidae.
Kladogram enligt Catalogue of Life:
| Lamontichthys | \| \| Lamontichthys avacanoeiro \| \| \| \| \| \| Lamontichthys filamentosus \| \| \| \| \| \| Lamontichthys llanero \| \| \| \| \| \| Lamontichthys maracaibero \| \| \| \| \| \| Lamontichthys parakana \| \| \| \| \| \| Lamontichthys stibaros \| \| \| \| |
|               | \| \| Lamontichthys avacanoeiro \| \| \| \| \| \| Lamontichthys filamentosus \| \| \| \| \| \| Lamontichthys llanero \| \| \| \| \| \| Lamontichthys maracaibero \| \| \| \| \| \| Lamontichthys parakana \| \| \| \| \| \| Lamontichthys stibaros \| \| \| \| |
|               | Lamontichthys avacanoeiro |
|               | |
|               | Lamontichthys filamentosus |
|               | |
|               | Lamontichthys llanero |
|               | |
|               | Lamontichthys maracaibero |
|               | |
|               | Lamontichthys parakana |
|               | |
|               | Lamontichthys stibaros |
|               | |